# 南海狮
南海獅（学名：Otaria flavescens）主要分佈於智利、秘鲁、乌拉圭和阿根廷沿岸，是南海獅属唯一的种类。

## 外形描述

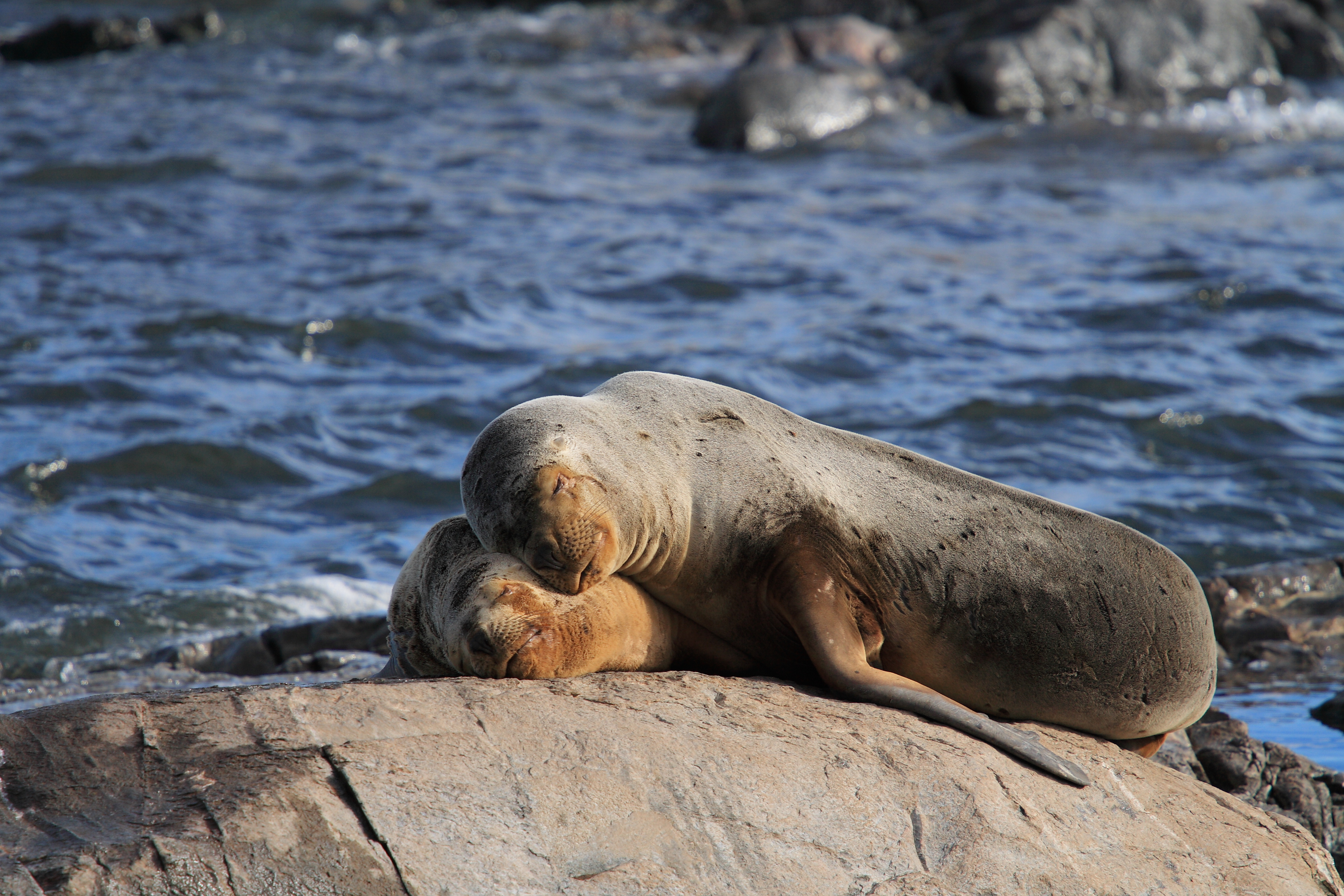
雌性南海獅和幼崽，拍摄于阿根廷比格尔海峡。

雄性南海獅的头非常大，鬃毛浓密，使它们成为有耳海獅中最像獅子的一种。雄性的重量是雌性的两倍。雄性和雌性都有橙色的向上翘的鼻子。雄性的鬃毛比雌性浅，而雌性的头部和颈部的毛皮比雄性浅。幼崽出生时为黑色或深棕色，换毛后变成巧克力色。南海獅的个头和重量很大。成年雄性的长度为2.73米，重量可达350公斤。成年雌性长度为1.8到2米，重量约为150公斤。南海獅是五种海獅中最两性异形的海獅。

## 分布和习性
正如其名称所示，南海獅分布在南美洲的海岸线和沿海的小岛上。从秘鲁北部直到巴西南部，主要分布区域包括乌拉圭洛沃斯岛、阿根廷瓦尔德斯半岛、比格尔海峡和福克兰群岛。
南海獅喜欢在沙质海滩上繁殖后代，但是也可以在碎石或卵石海滩繁殖。他们还被发现生活在带有潮池的扁平的悬崖上。

## 饮食
南海獅吃很多种类的鱼，包括阿根廷雪鱼和鳀鱼。它们还吃头足纲动物，包括鱿鱼和章鱼。它们还捕食企鹅和南美毛皮海獅的幼崽。南海獅通常在靠近海岸5英里内的浅水区域捕食。它们在海底觅食移动缓慢的猎物，但是也捕食成群活动的猎物。当它们抓住猎物时，将猎物猛烈晃动并撕碎。南海獅自身则是虎鯨和鲨鱼的猎物。

## 繁殖

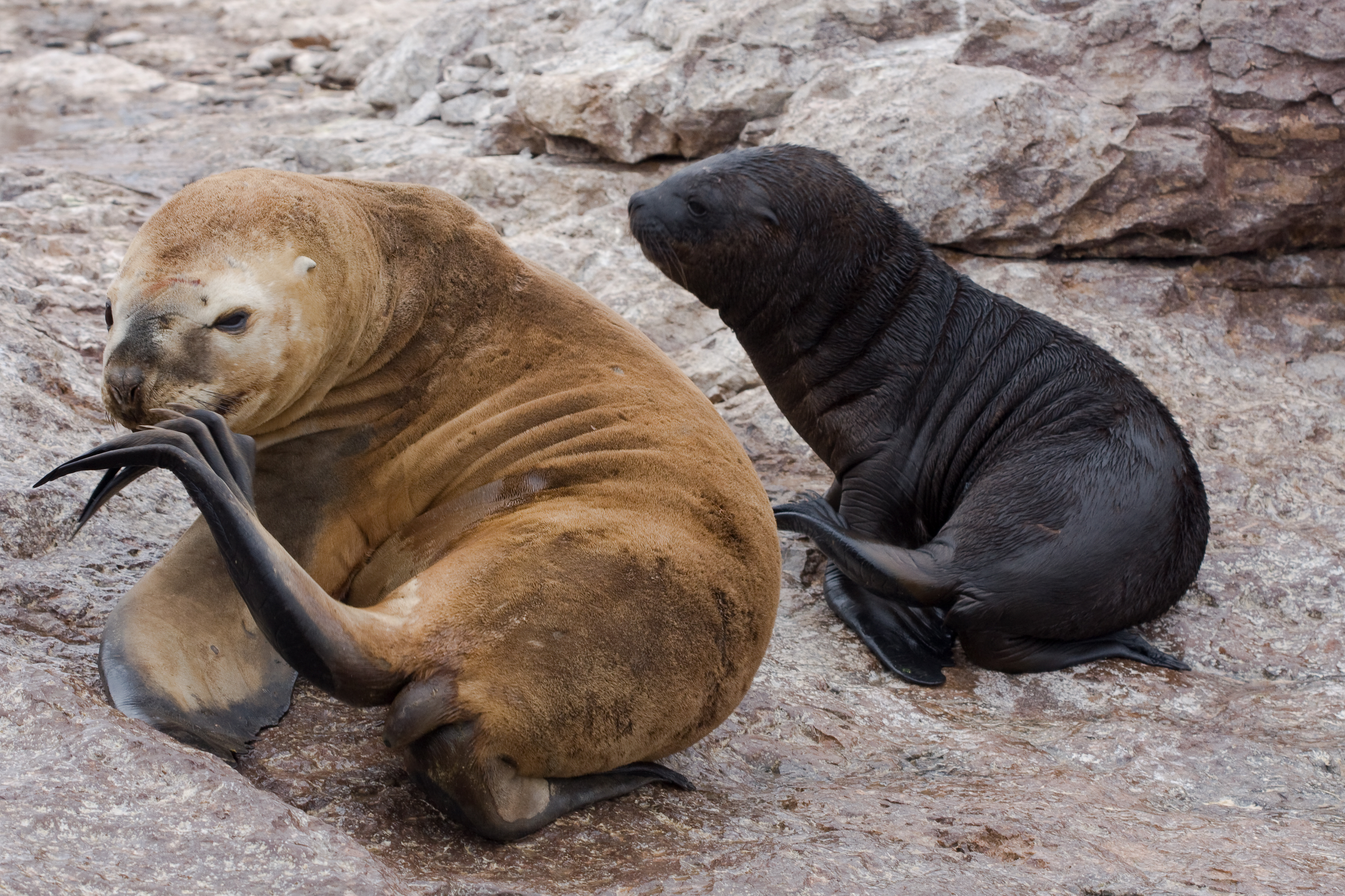
巴塔哥尼亚的南海狮幼崽

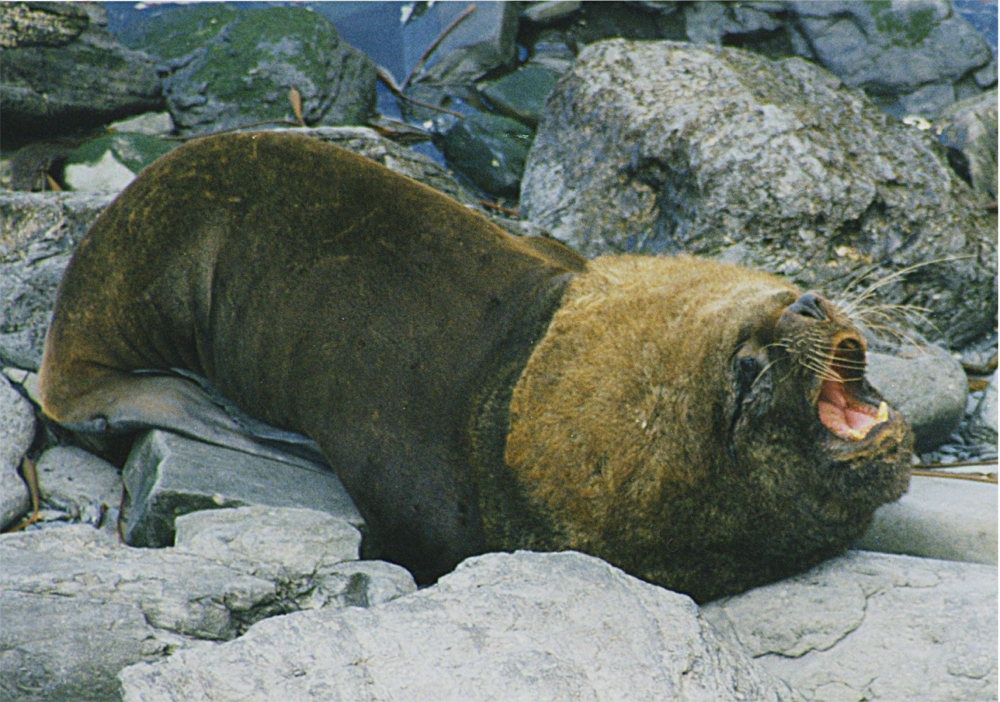
福克兰群岛上的雄性南海獅

8月到12月间为南海獅的交配季节，12月到2月间幼崽出生。繁殖群由多达18头雌性和1到多头雄性组成。雄性通过吠、咆哮和其他声音来维持其区域。雄性将雌性聚集到它的领域，并保护它们直到交配季节结束。
在繁殖季节，繁殖群会遭受攻击，主要是由于其它成年的雄性试图与群里的雌性交配。这种攻击使群变得混乱，常常将母亲和它们的孩子分离。群里的雄性无法将所有的攻击者打败，保留所有领域内的雌性。然而，未成年的入侵雄性通常不能获得一头雌性。有时，一只入侵的雄性会带走幼崽来试图控制雌性。在这种情况下，幼崽常常受伤或死亡。
雌性南海獅有固定的路线到海里寻找食物，然后返回来抚育幼崽。幼崽大约4周后可以进入到水中，12个月后断奶。雌性南海獅则开始生下一个幼崽。

## 保护
南海獅在19世纪和20世纪被大量扑杀。如今扑杀已经减少，这个物种没有灭绝危险，并且在其栖息地被保护起来。总计数量大约为265000头，在阿根廷和智利数量有所增加但是在福克兰群岛和乌拉圭数量在减少。由于南海獅破坏渔网并扑食鱼类，因此仍旧被杀死。在马德普拉塔港口发现的南海獅体内有有毒的化学物质和重金属。